# Alex McLeish
Alexander "Alex" McLeish, född 21 januari 1959, är en skotsk före detta fotbollsspelare som senast var tränare för engelska Premier League-klubben Aston Villa. 
McLeish föddes i Glasgow och spelade nästan 500 matcher för Aberdeen på 1980-talet. Han spelade främst som mittback och representerade Skottlands landslag 77 gånger.

## Statistik

### Tränarstatistik
| Lag               | Nat       | Från             | Till             | Statistik | Statistik | Statistik | Statistik | Statistik |
| M                 | V         | O                | F                | Vinst %   |           |           |           |           |
| ----------------- | --------- | ---------------- | ---------------- | --------- | --------- | --------- | --------- | --------- |
| Motherwell        | Skottland | 13 juli 1994     | 10 februari 1998 | 156       | 48        | 45        | 63        | 30,77     |
| Hibernian         | Skottland | 11 februari 1998 | 11 december 2001 | 164       | 77        | 42        | 45        | 46,95     |
| Rangers           | Skottland | 13 december 2001 | 8 maj 2006       | 235       | 155       | 44        | 36        | 65,96     |
| Skottland         | Skottland | 29 januari 2007  | 27 november 2007 | 10        | 7         | 0         | 3         | 70,00     |
| Birmingham City   | England   | 28 november 2007 | 12 juni 2011     | 168       | 62        | 51        | 55        | 36,90     |
| Aston Villa       | England   | 17 juni 2011     | 14 maj 2012      | 42        | 9         | 17        | 16        | 21,43     |
| Nottingham Forest | England   | 27 december 2012 | 5 februari 2013  | 7         | 1         | 2         | 4         | 14,29     |
| Totalt            | Totalt    | Totalt           | Totalt           | 781       | 358       | 201       | 222       | 45,84     |